# Федерация гонок дронов России
Федерация гонок дронов России — общероссийская физкультурно-спортивная общественная организация, основной целью которой является формирование профессиональных компетенции в области БАС через соревновательную деятельность и развитие вида спорта «гонки дронов».  
Гонки дронов – технологичный вид спорта, в котором спортсмены-пилоты FPV квадрокоптеров соревнуются в скорости прохождения трасс, быстроте реакции и совершенстве своих моделей. Для управления полетом они используют пульт и специальные очки, в которых отображается видео с камеры, установленной на дроне, в режиме реального времени. Такой способ управления называется FPV (First Person View – вид от первого лица) и позволяет пилоту полностью погрузиться в процесс управления и создает ощущение полета.

## История
Федерация гонок дронов России создана в 2022 году. В июне 2023 года гонки дронов признаны видом спорта. В декабре 2024 года Федерация гонок дронов получила аккредитацию Министерства спорта России. На 2025 год Федерация насчитывает 67 региональных отделений по всей стране.

## Соревнования

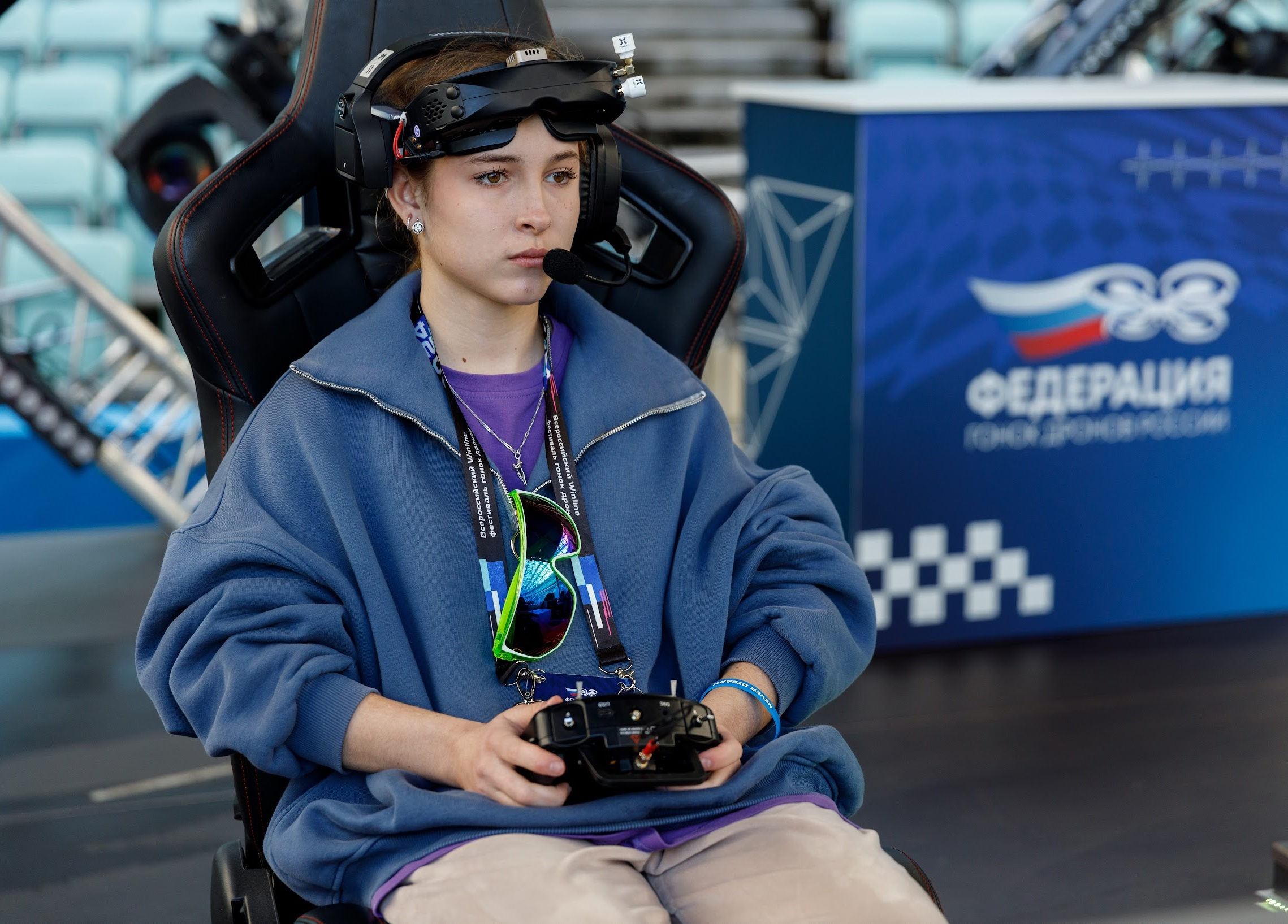
Чемпионат России по гонкам дронов на стадионе "Фишт" в Сочи в 2025 году

Федерация гонок дронов России проводит соревнования по гонкам на FPV квадрокоптерах в восьми видах дисциплин: гонки дронов класс 75 миллиметров, гонки дронов класс 200 мм, гонки дронов класс 330 мм и технический симулятор гонок дронов. Каждая дисциплина представлена в личном и командном зачетах. В 2024 году проведены 10 этапов Кубка России с финалом в Сочи, первый в истории гонок дронов Чемпионат России и более 200 региональных соревнований. В феврале 2024 года гонки дронов под эгидой Федерации были представлены на Международном фиджитал-турнире "Игры Будущего" в Казани. Осенью 2024 года прошла первая в истории Всероссийская студенческая лига по гонкам дронов.
Федерация гонок дронов России совместно с "Движением Первых" проводит чемпионат по пилотированию спортивных дронов "Пилоты будущего". 